# 2ª Brigata motorizzata "Ștefan cel Mare"
La 2ª Brigata motorizzata "Ștefan cel Mare" (in romeno Brigada 2 Infanterie Motorizată „Ștefan cel Mare”) è un'unità di fanteria motorizzata delle forze terrestri della Moldavia di stanza a Chișinău.
Il nome dell'unità è in onore di Stefano III il Grande (Ștefan cel Mare).

## Storia
L'unità è stata costituita ufficialmente il 16 ottobre 1992.
Nel maggio 2016, le tre brigate di fanteria, insieme al Battaglione genio "Codru" e al 22° Battaglione di pace, hanno preso parte all'esercitazione militare Dragoon Pioneer con oltre 150 soldati del 2º reggimento di cavalleria dell'USAREUR.
Nel 2017, l'unità è stata decorata con l'Ordine della fedeltà alla patria di I classe.

## Comandanti
- Mihail Bucliș (2007 - 2010)[6]